# Lešok
Lešok (en macédonien Лешок) est un village du nord-ouest de la Macédoine du Nord, situé dans la commune de Tearce. Le village comptait 440 habitants en 2002. Il est connu pour son monastère.

## Démographie
Lors du recensement de 2002, le village comptait :
- Macédoniens : 435
- Serbes : 1
- Autres : 4